# Église San Barnaba de Venise
Pour les articles homonymes, voir église San Barnaba.
L'église San Barnaba est une église catholique de Venise, en Italie. Elle est située dans le quartier de Dorsoduro. 

## Au cinéma
La place devant l'église a plusieurs fois servi de décor de cinéma.
Dans Vacances à Venise de David Lean (1955), c'est sur la place que Katharine Hepburn, occupée à filmer ses souvenirs vénitiens, marche à reculons et tombe à l'eau dans le canal.
Dans Indiana Jones et la Dernière Croisade(1989), l'église est censée avoir été « transformée » en bibliothèque (l'intérieur a été filmé en studio), donnant accès au tombeau d'un templier. Celui-ci est situé dans un souterrain (inexistant, lui aussi). La place devant l'église a été utilisée pour en tirer la scène du film dans lequel les protagonistes ressortent par une plaque d'égout au milieu du parvis.

## Photographies

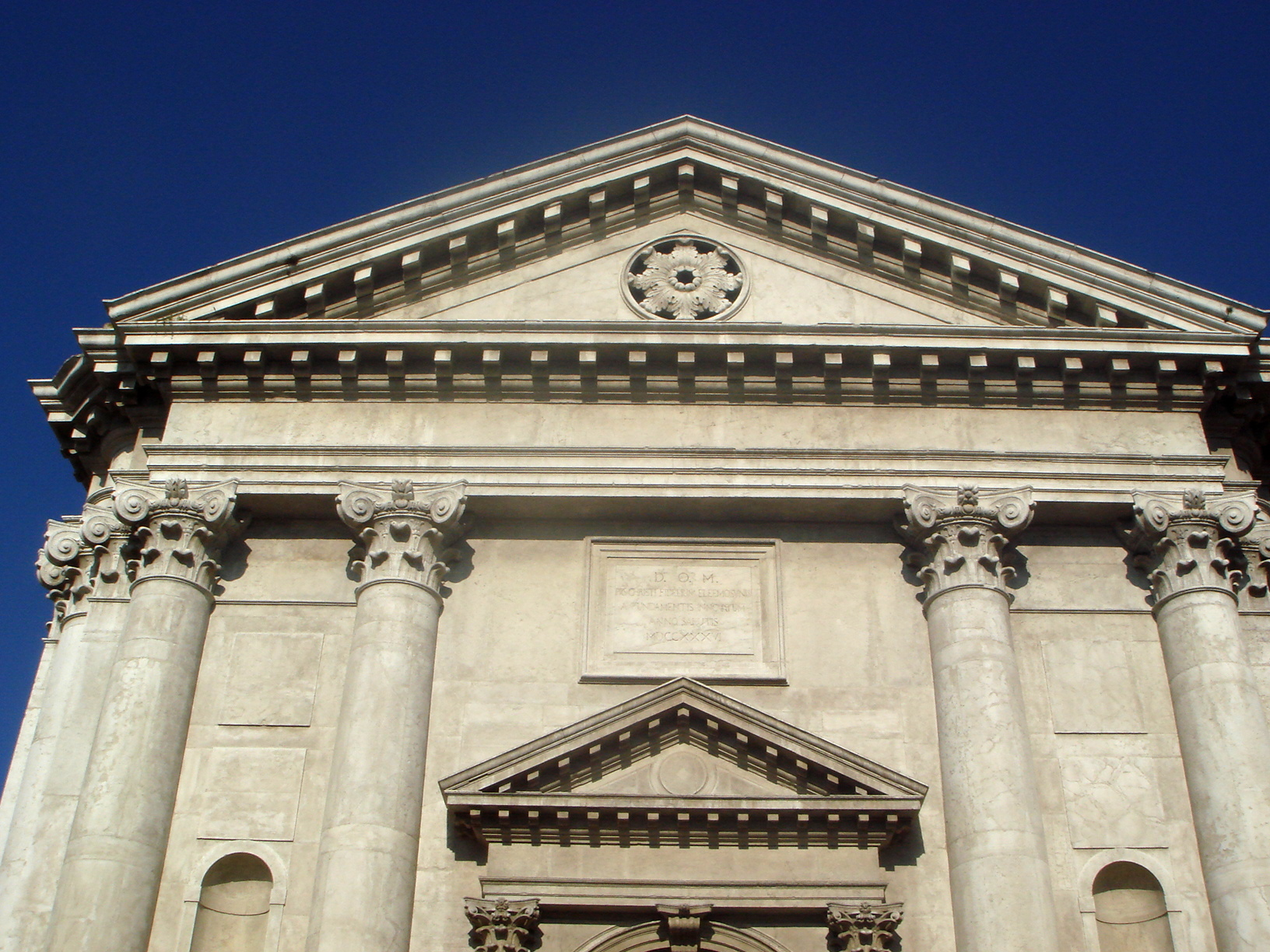
Détail de la façade
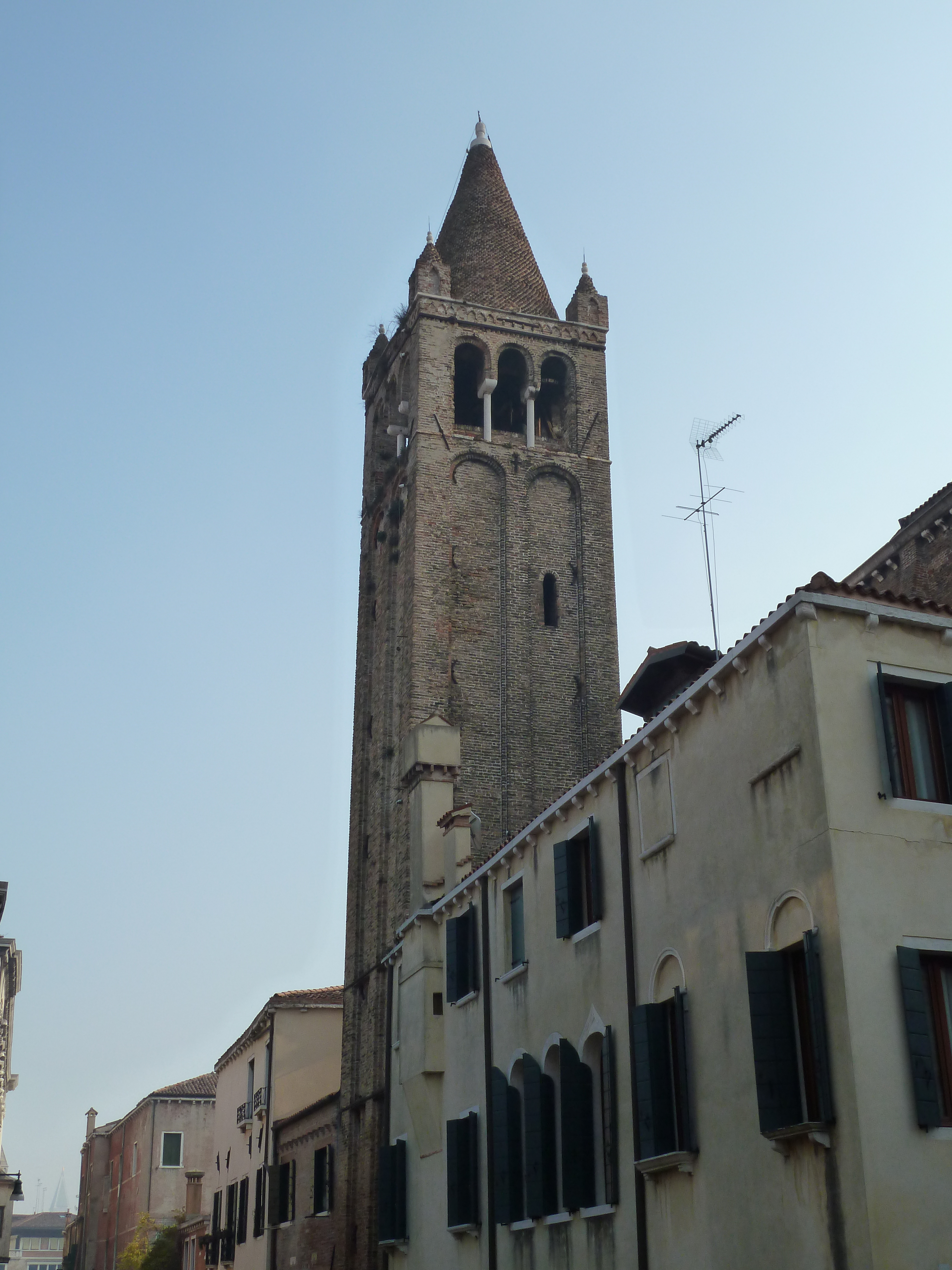
Le campanile médiéval, isolé de l'édifice